# Sprinkleranlage

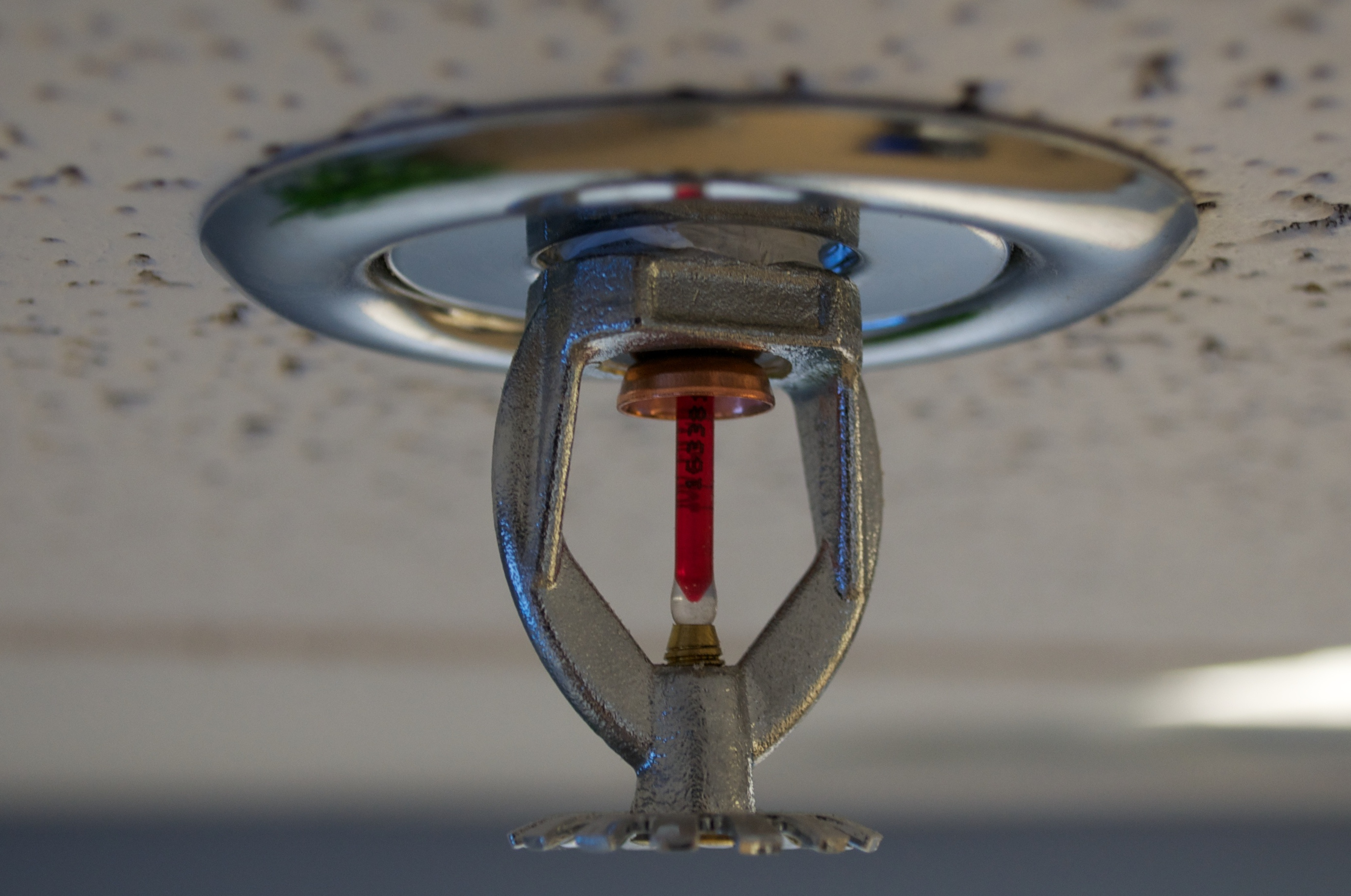
Sprinklerkopf

Sprinkleranlagen (von „to sprinkle“ aus dem Englischen: „besprengen“ oder „nass machen“) verhindern als automatische Feuerlöschanlagen, dass sich ein ausgebrochenes Feuer zum Großbrand entwickeln kann. Sie werden in Sonderbauten wie Hochhäusern, Geschäftshäusern, Kaufhäusern, Industrieanlagen, Versammlungsstätten und Tiefgaragen eingesetzt. Sie sind Teil der Brandschutzeinrichtungen, die in der Regel von Behörden oder Versicherungen verlangt werden. Die Haftung für Fehlfunktionen und Bedienfehler ist sehr umstritten.

## Geschichte und Funktionsweise

Aufgeschnittener Sprinklerkopf

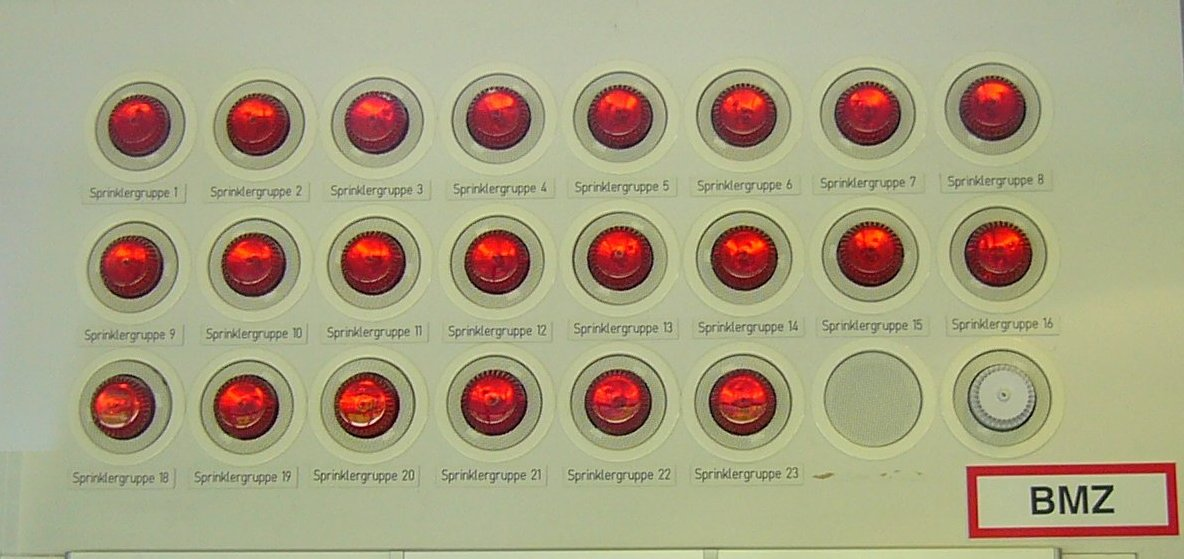
Tableau zur Anzeige aktiver und inaktiver Sprinklergruppen

Die ersten Versuche, Brände in der Entstehungsphase zu bekämpfen, gab es in amerikanischen Webereien. Oberhalb der Webstühle wurden wasserführende Rohre angeordnet, die in Abständen mit Öffnungen versehen waren. Diese Öffnungen wurden mit Deckeln verschlossen und diese über ein mit einem Baumwollfaden verbundenes Gewicht fixiert. Wenn ein Feuer ausbrach,
brannte der Baumwollfaden durch, das Gewicht gab nach, und die Öffnung wurde für den Wasseraustritt freigegeben.
Sprinkler wurden im Jahr 1874 von dem US-Amerikaner Henry S. Parmelee, einem Hersteller von Klavieren, erfunden. Ursprünglich waren die Wasseraustrittsdüsen mit einem Metallplättchen verschlossen, das durch eine mit Schmelzlot verbundene Vorrichtung an seinem Platz gehalten wurde. Bei entsprechender Temperatureinwirkung schmolz das Lot, die Haltevorrichtung gab das Metallplättchen frei, dieses wurde durch den Wasserdruck herausgedrückt, und nachströmendes Wasser wurde versprüht.
Heutige Sprinkler sind mit Glasampullen verschlossen, welche mit einer gefärbten Spezialflüssigkeit auf Glycerin-Basis gefüllt sind, die ihrerseits eine Luftblase zur Kompensation des stets schwankenden Luftdrucks enthält. An der Raumdecke oder im oberen Bereich der Seitenwände werden mehrere solche Sprinkler angebracht, die mit einem Wasserrohrnetz verbunden sind. Innerhalb des Sprinklersystems herrscht ein konstanter Wasserdruck, der in der Sprinklerzentrale kontrolliert wird.
Bei einem Feuer erwärmt sich der Inhalt der Glasampullen. Der sich durch die Wärmeausdehnung erhöhende Druck in der Ampulle wird für eine Weile durch die Kompression der Luftblase aufgefangen, bis er so groß ist, dass die Ampullen platzen und herausbrechen. Ein Stopfen, der die Wasserleitung bis hierhin verschlossen hat und durch die Ampulle an seinem Platz gehalten wurde, wird durch den Wasserdruck herausgedrückt. Die Sprinkler sind geöffnet und Wasser tritt aus dem Sprinklerrohrnetz aus. Bei einem Brand öffnen also nur die Sprinkler, deren Ampullen die Auslösetemperatur erreicht haben. Im Gegensatz dazu stehen die sogenannten Sprühwasserlöschanlagen. Bei diesen ist das Rohrnetz leer und die Düsen nicht verschlossen. Daher löschen Sprühwasserlöschanlagen – wie aus Filmen bekannt – bei einer Auslösung mit allen dem Brandabschnitt zugehörigen Düsen. Diese Bauweise wird in Deutschland, aufgrund des zu erwartenden Wasserschadens, jedoch nur in besonderen Situationen verwendet.
Die Auslösetemperatur hängt von der Größe der eingeschlossenen Luftblase ab, d. h. mit zunehmender Größe der Luftblase nimmt die Auslösetemperatur zu, was über die Farbe der Ampullenflüssigkeit gekennzeichnet wird. Im Durchschnitt liegt die Auslösetemperatur ca. 30 °C über der zu erwartenden Raumtemperatur.

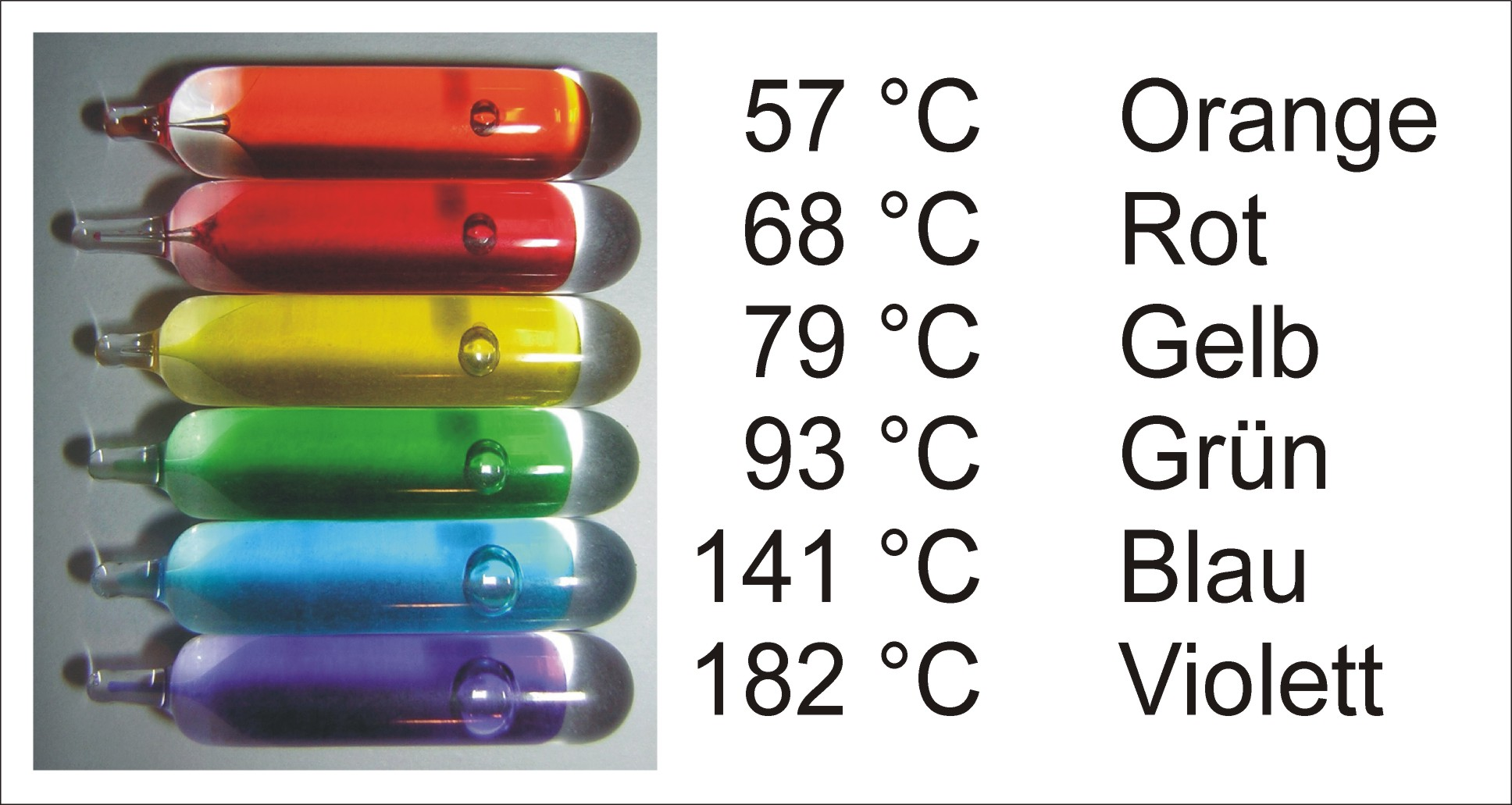
Sprinklerampullen in verschiedenen Farben mit Temperaturangaben

Der Druckabfall im Rohrnetz wird erkannt und führt zum Öffnen spezieller Ventile (Alarmventilstationen) und dem Starten von Pumpen (anlagenspezifisch). Ab diesem Zeitpunkt wird Wasser aus dafür vorgesehenen Tanks oder über einen dafür dimensionierten Wasseranschluss mit solchem Druck in das Sprinklersystem gepumpt, dass an jedem Sprinkler mindestens etwa 0,5 bar anliegen. Dieses tritt an allen geöffneten Sprinklern aus und löscht oder minimiert den Brand.
Rohrnetz und Wasserversorgung sind dabei so dimensioniert, dass nur Wasser für eine bestimmte Anzahl Sprinkler zur Verfügung steht (sog. „Wirkfläche“). Öffnen mehr Sprinkler, als für die ausgelegte Wirkfläche vorgesehen sind, fällt die pro Sprinkler zur Verfügung stehende Wassermenge ab, und die Wirksamkeit der Anlage sinkt.

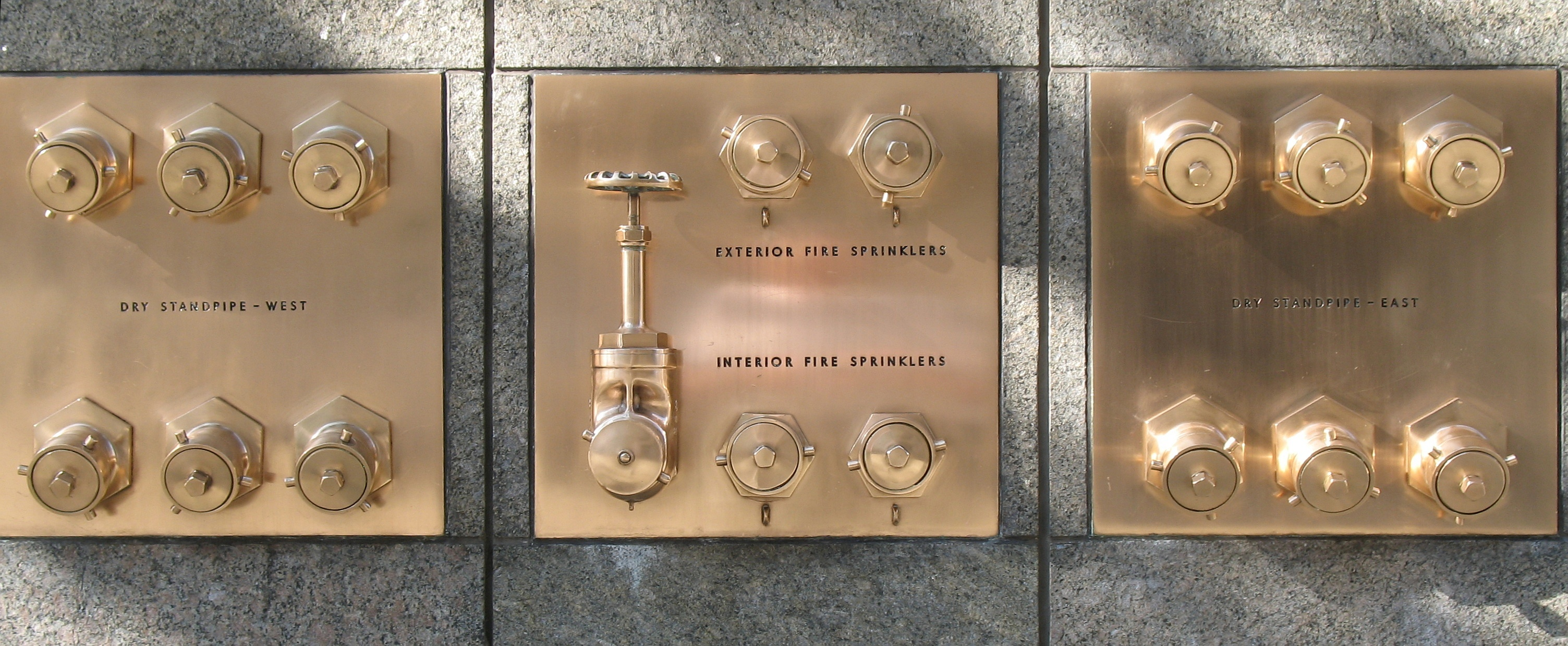
Außenanschlüsse zur Einspeisung von Löschwasser in die Trockensteigleitung und die Sprinkleranlage

Sprinkleranlagen sind deshalb überwiegend zur Bekämpfung der Anfangsphase eines Brandes (Entstehungsbrand) und nicht zur Bekämpfung eines Vollbrandes in der Lage. Es muss zwischen Bereichen ohne Sprinkleranlage und Bereichen mit Sprinkleranlage eine feuerbeständige Abtrennung errichtet werden, damit ein in einem ungeschützten Bereich entstandener Brand nicht auf den mit einer Sprinkleranlage geschützten Abschnitt des Gebäudes übergreifen kann.
Problematisch ist die Verwendung einer Sprinkleranlage in Museen, Bibliotheken und Archiven. Hier ist das Löschmittel Wasser grundsätzlich bedenklich, da es unersetzliche Objekte beschädigen könnte.

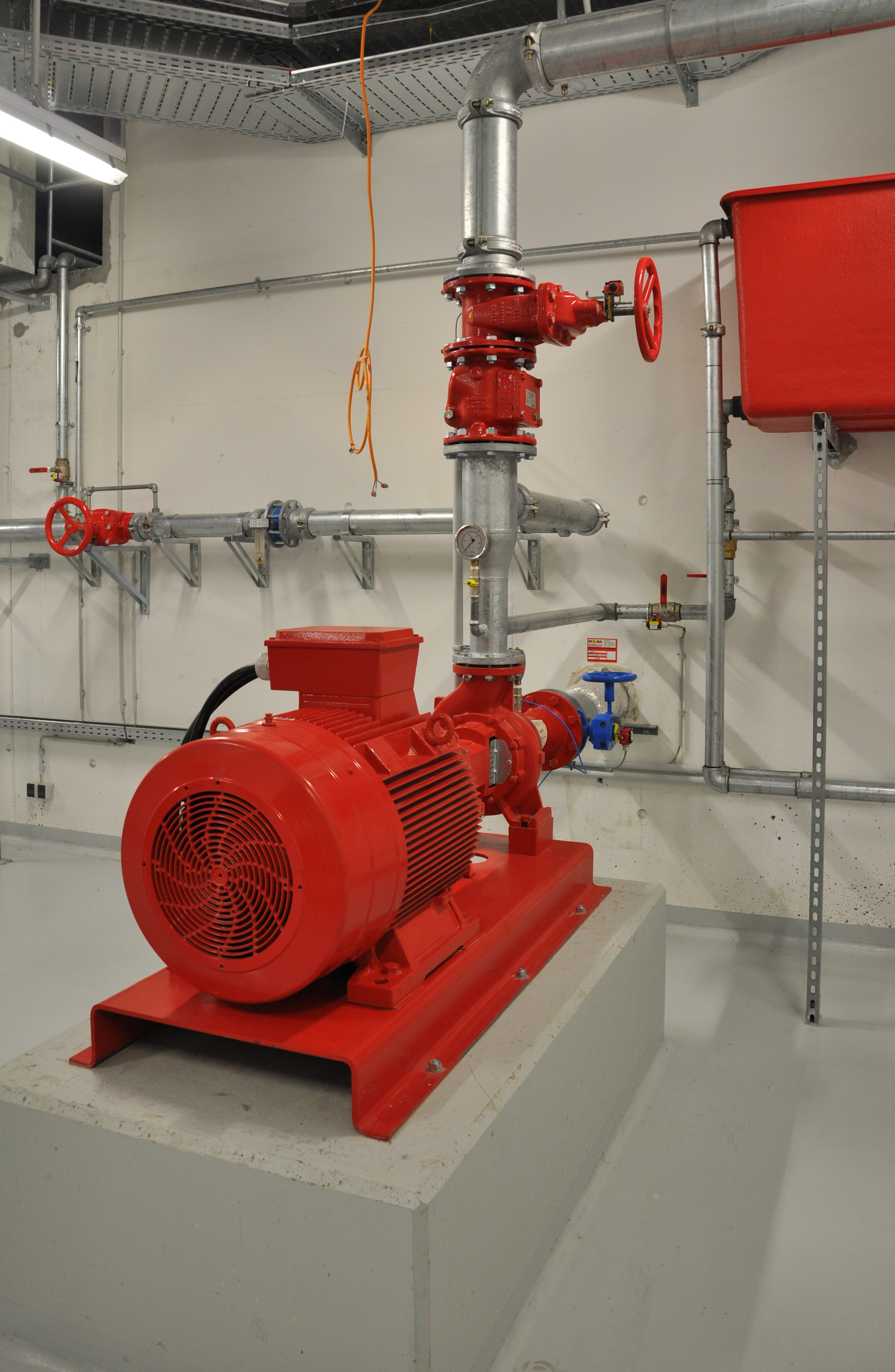
Pumpe einer Sprinkleranlage in einem Krankenhaus

## Alarmventilstation
Eine Alarmventilstation ist zwischen einer Gruppe von Sprinklern und der Wasserversorgung installiert und an eine sogenannte Sprinklerüberwachungszentrale (SUZ) angeschlossen. Platzt ein Sprinklerfässchen, verursacht dies in der Leitung einen Druckabfall, der von der Alarmventilstation registriert wird. Die Ventilstation gibt den Wassernachschub für die Löschung frei, löst hydromechanisch einen Alarm mittels einer Glocke oder elektrisch über Alarmhupen aus und meldet den Alarm über einen Druckschalter oder Strömungswächter an die SUZ weiter. Diese leitet das Signal entweder an eine übergeordnete Brandmeldezentrale oder direkt an die zuständige Feuerwehr weiter.

## Trockenanlage
Vor allem in Bereichen, in denen Frostgefahr besteht und die Sprinklerleitungen einfrieren könnten, werden sogenannte Trockenanlagen eingesetzt. Bei diesen Anlagen ist das Rohrleitungsnetz zwischen Sprinkler und Alarmventilstation (hier: Trockenalarmventilstation, kurz TAV) mit Druckluft gefüllt. Erst nach dem Auslösen eines Sprinklers wird die Anlage mit Wasser gefüllt.

## Vorgesteuerte Sprinkleranlage
In besonders sensiblen Bereichen können sogenannte vorgesteuerte Sprinkleranlagen (Preactionanlage) installiert werden. Auch hier sind die Leitungen hinter den Sprinklern bis zur Alarmventilstation mit Druckluft gefüllt, bei (durch Platzen eines Glasfässchens verursachtem) Druckabfall wird jedoch erst Wasser gegeben, wenn in dem betroffenen Bereich gleichzeitig ein automatischer Brandmelder (meist ein Rauchmelder) Alarm auslöst. Wird durch den Melder kein Brand detektiert, bleibt die (vorgesteuerte Trockenalarmventilation) VTAV weiterhin verriegelt. Löst jedoch ein Brandmelder aus, bevor ein Glasfass am Sprinkler platzt, wird das Rohrnetz bereits geflutet. Wasser kann jedoch auch jetzt erst austreten, wenn ein Glasfass am Sprinkler platzt. Fällt aufgrund einer Störung die Brandmeldeanlage (z. B. nach DIN VDE 0833) aus, wird die Vorsteuerung an der VTAV aufgehoben und die VTAV-Station arbeitet als normales TA-Ventil, so dass die Funktion der Löschanlage jederzeit gewährleistet bleibt.

## Auslegung
In Deutschland erfolgt die Auslegung von Sprinkleranlagen beispielsweise nach der VdS CEA 4001 (VdS Schadenverhütung, CEA Comité Européen des Assurances) oder der DIN EN 12845. In Österreich erfolgt die Auslegung nach der ÖNORM EN 12845 sowie der ergänzenden TRVB S 127.
Die amerikanischen Standards der NFPA (National Fire Protection Association) – in abgewandelter bzw. weiterentwickelter Form der Richtlinien auch FM-Standards – erfreuen sich allerdings bei internationalen Bauherren zunehmender Beliebtheit und werden in der Regel inzwischen auch von deutschen Genehmigungsbehörden akzeptiert.
Die Auslegung erfolgt in Abhängigkeit von der Brandgefahr im zu schützenden Bereich durch Festlegung der Wasserbeaufschlagung des Brandherdes zwischen 2,25 mm/min und 30 mm/min (1 mm/min entspricht 1 l/m²/min), der Wirkzeit zwischen 30 und 90 min und des Abstandes zwischen den Sprinklern.

## Altanlagen-Prüfung
Alterungsprozesse können Sprinkler vollständig verschließen – wasserdicht. Der „Zahn der Zeit“ und atmosphärische wie betriebliche Einflüsse betreffen besonders die Sprinklerköpfe, den empfindlichsten Teil des Gesamtsystems (deutlich dünner als die Rohre, zudem bei baurechtlichen sowie versicherungstechnischen Prüfungen lediglich Sichtkontrollen von außen unterzogen).
Deshalb schreiben die Richtlinien VdS CEA 4001 (18.4.6) und VdS 2109 (18.4.6) für Nassanlagen nach 25 Jahren und Trockenanlagen nach 12,5 Jahren (kürzerer Intervall wegen der höheren Rostgefahr) eine genaue Inspektion vor. Ein wichtiger Bestandteil dieser Sachverständigenprüfung ist die labortechnische Untersuchung stichprobenartig entnommener Sprinklerköpfe.
Die anerkannten Prüfstellen, wie die VdS Schadenverhütung GmbH, DEKRA oder TÜV betreiben zu diesem Zweck eigene Labore.